# Инфографика

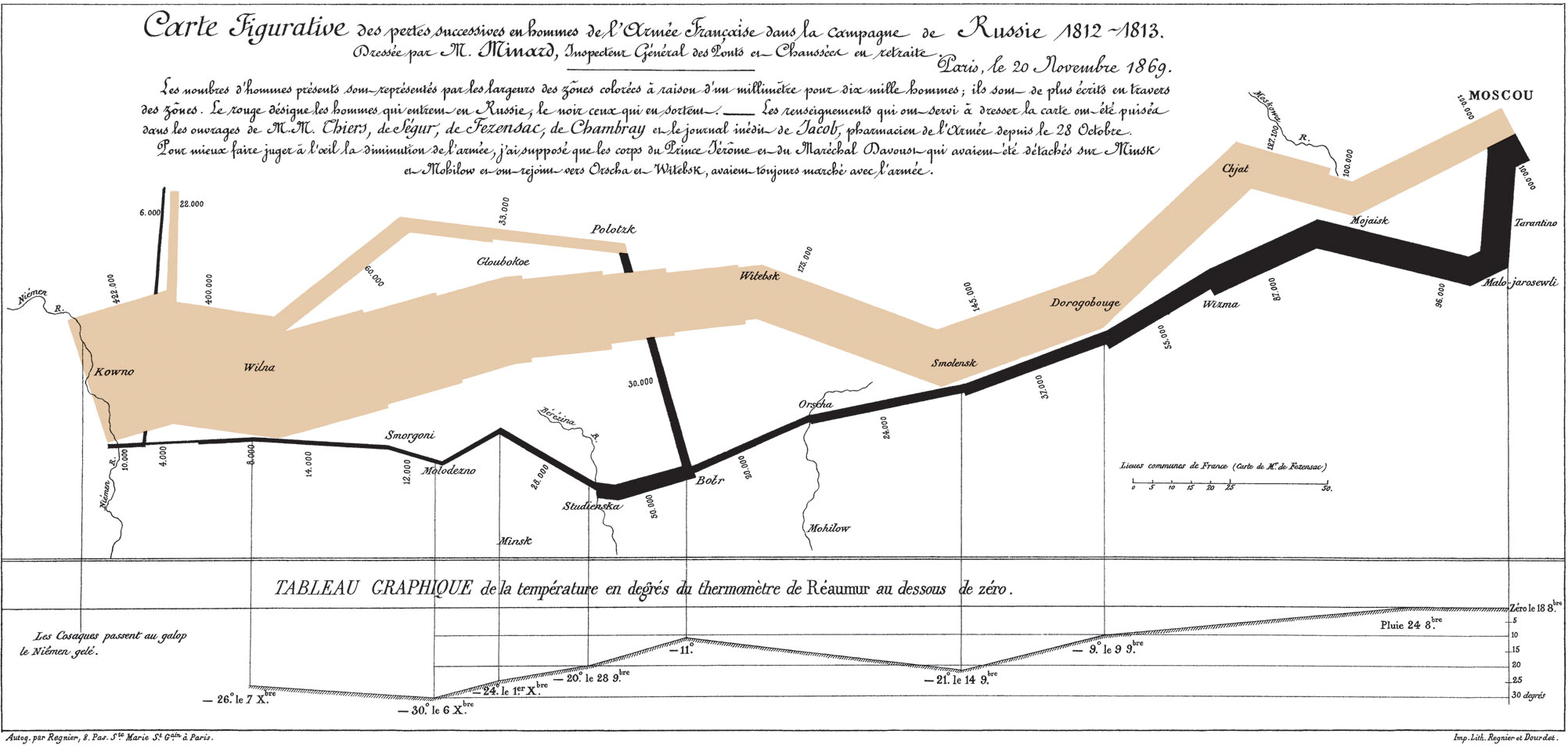
График численности Наполеоновской армии по ходу Русской кампании 1812—1813

Инфогра́фика (от лат. informatio — преподношение, разъяснение, изложение; и др.-греч. γραφικός — письменный, от γράφω — пишу) — это графический способ подачи информации и данных, целью которого является ясная визуализация сложной информации. Одна из форм графического и коммуникационного дизайна .
Спектр её применения огромен: география, журналистика, образование, статистика, технические тексты. Инфографика способна не только организовать большие объёмы информации, но и наглядно показывать соотношение предметов и фактов во времени и пространстве, а также демонстрировать тенденции развития информационных прецедентов.

## Подходы
Инфографика — визуализация данных или идей, целью которой является донесение сложной информации до аудитории быстрым и понятным образом. Средства инфографики помимо изображений могут включать в себя графики, диаграммы, блок-схемы, таблицы, карты, списки.
Существуют два противоположных подхода к дизайну инфографики, расходящиеся в вопросах значимости для инфографики визуальных решений . За одним из них, исследовательским (англ. explorative), связанным с традицией оформления научных работ, стоит Эдвард Тафти, автор нескольких работ по информационному дизайну. Он выступает за минималистический характер инфографики, при котором всё несущественное должно быть опущено, а сама информация должна быть передана максимально точно. Основной целью этого подхода является стремление к донесению информации до целевой аудитории. Такой подход оправдан в научной работе, анализе данных, бизнес-аналитике. Другой подход, сюжетный, повествовательный (англ. narrative) свойственен Питеру Салливану (1932—1996). Британец по происхождению, он наиболее известен своими иллюстрациями редакционных колонок в The Sunday Times с 1978 по 1994 год. Этот графический подход был назван им explanation graphics — «поясняющие иллюстрации». Такому подходу присуще стремление к созданию привлекательных для читателя образов, выразительного дизайна, использование иллюстрации. Это не просто получение информации, но и развлечение для читателя. Сферой применения этого подхода можно считать журналистику, блоги, маркетинговые и рекламные материалы. Таким образом, исследовательский подход подразумевает извлечение нужной информации самим читателем, тогда как повествовательный уже содержит заключение, к которому читатель должен прийти.
Инфографика может использоваться для создания ложного представления о статистических данных и манипулирования общественным мнением. Использование инфографики для этих целей подробно рассмотрено в главе «The One-Dimensional Picture» классической книги Дарелла Хаффа «Как лгать при помощи статистики».

## Особенности
- Графические объекты, ассоциативно связанные с представляемой информацией или являющиеся графическим выражением направлений изменения представляемых данных;
- полезная информационная нагрузка;
- красочное представление;
- внятное и осмысленное представление темы.

## Составляющие успеха инфографики

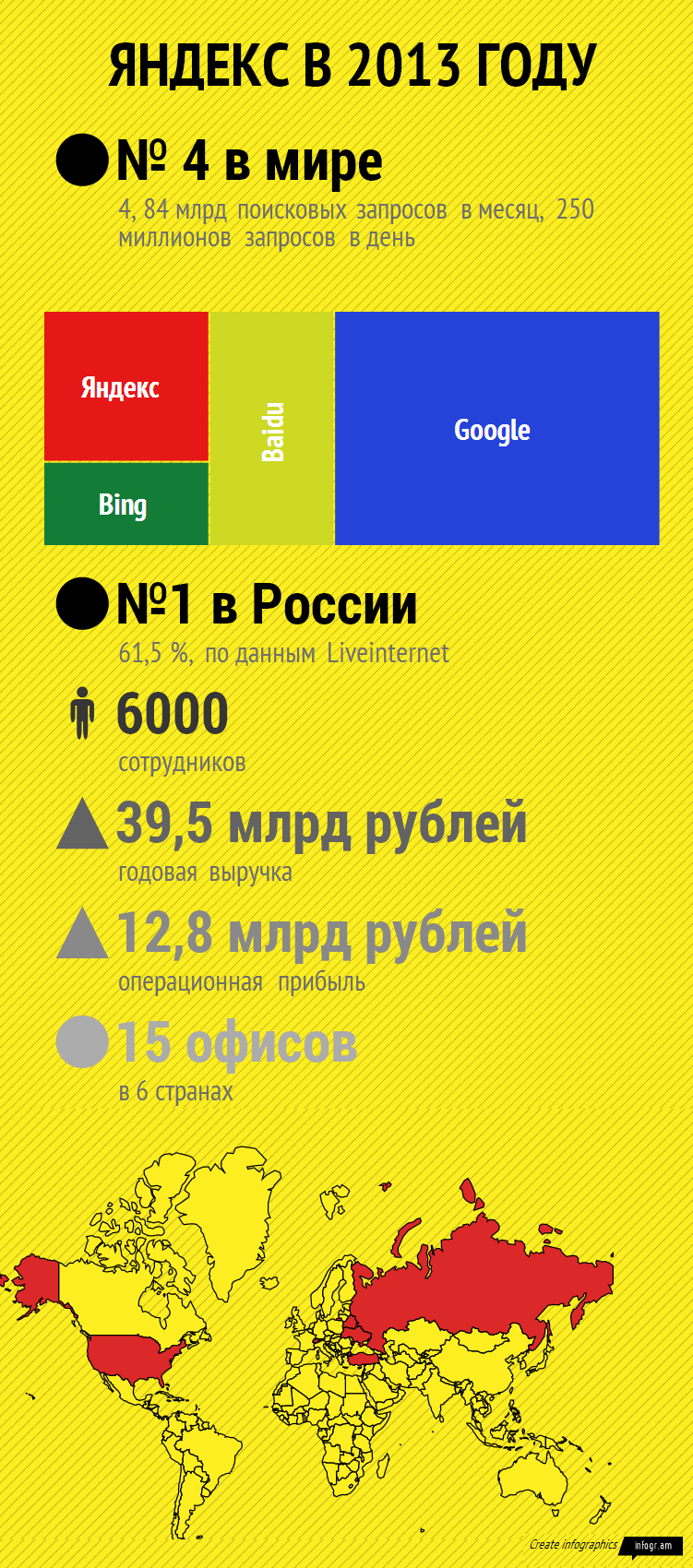
Инфографика: Яндекс в 2013 году

Практикующие дизайнеры выделяют несколько аспектов, учёт которых позволяет сделать инфографику успешной:
- Своевременность
- Привлекательная, понятная тема
- Плавный, красивый, эффективный дизайн
- Удобство распространения
- Учёт целевой аудитории
- Цифры могут говорить сами за себя
- Внутренняя целостность
- Эмоциональные цвета
- Качественные диаграммы
- Выбор масштаба
- Создание истории
- Выбор интересных фактов
- Визуализация
- Упрощение
- Использование линии времени
- Определение концепции и цели
- Авторитетность и надёжность источников
- Учёт отзывов от заказчика

Кроме того, можно выделить три столпа, на которых основывается хорошая инфографика:
- Полезность (практическая ценность) — насколько достигаются поставленные цели коммуникации.
- Пригодность — наличие смысла для зрителей и читателей, насколько полно, достоверно, интересно содержание.
- Красота — качество формы и дизайна преподнесения информации.

### Разновидности
Несмотря на то, что инфографика может применяться практически в любой дисциплине, специалист может выделить некоторые категории инфографики:
- Числа в картинках: наиболее распространённая категория, которая позволяет сделать числовые данные более удобоваримыми,
- Расширенный список: статистические данные, линия времени, просто набор фактов может быть визуализирован,
- Процесс и перспектива: служит для визуализации сложного процесса или предоставления некоторой перспективы. Может вообще не содержать числовых данных.

По способу отображения инфографика подразделяется на следующие виды:
- Статичная инфографика — одиночные изображения без элементов анимации;
- Динамическая инфографика — инфографика с анимированными элементами. Основными подвидами динамической инфографики являются видеоинфографика, анимированные изображения, презентации.

По типу источника различают 3 основных вида инфографики:
- Аналитическая инфографика — графика подготавливаемая по аналитическим материалам. Наиболее часто используется экономическая инфографика: аналитика проводится исключительно по данным экономических показателей и исследований;
- Новостная инфографика — инфографика, подготавливаемая под конкретную новость в оперативном режиме;
- Инфографика реконструкции — инфографика, использующая за основу данные о каком-либо событии, воссоздающая динамику событий в хронологическом порядке.

Инфографика различных видов
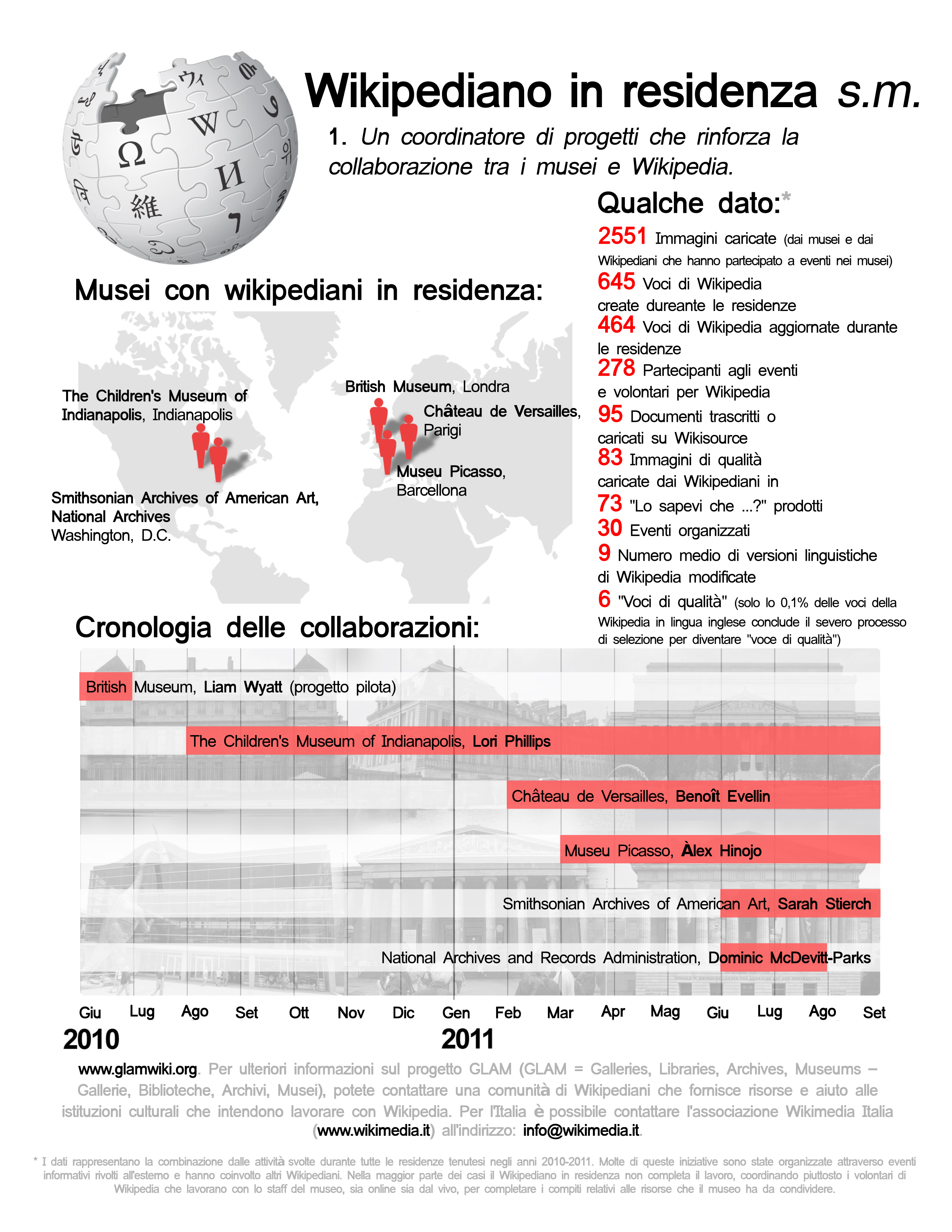
Статистика по проекту Wikipedian in Residence
Линия времени о работах Джона Баскервиля
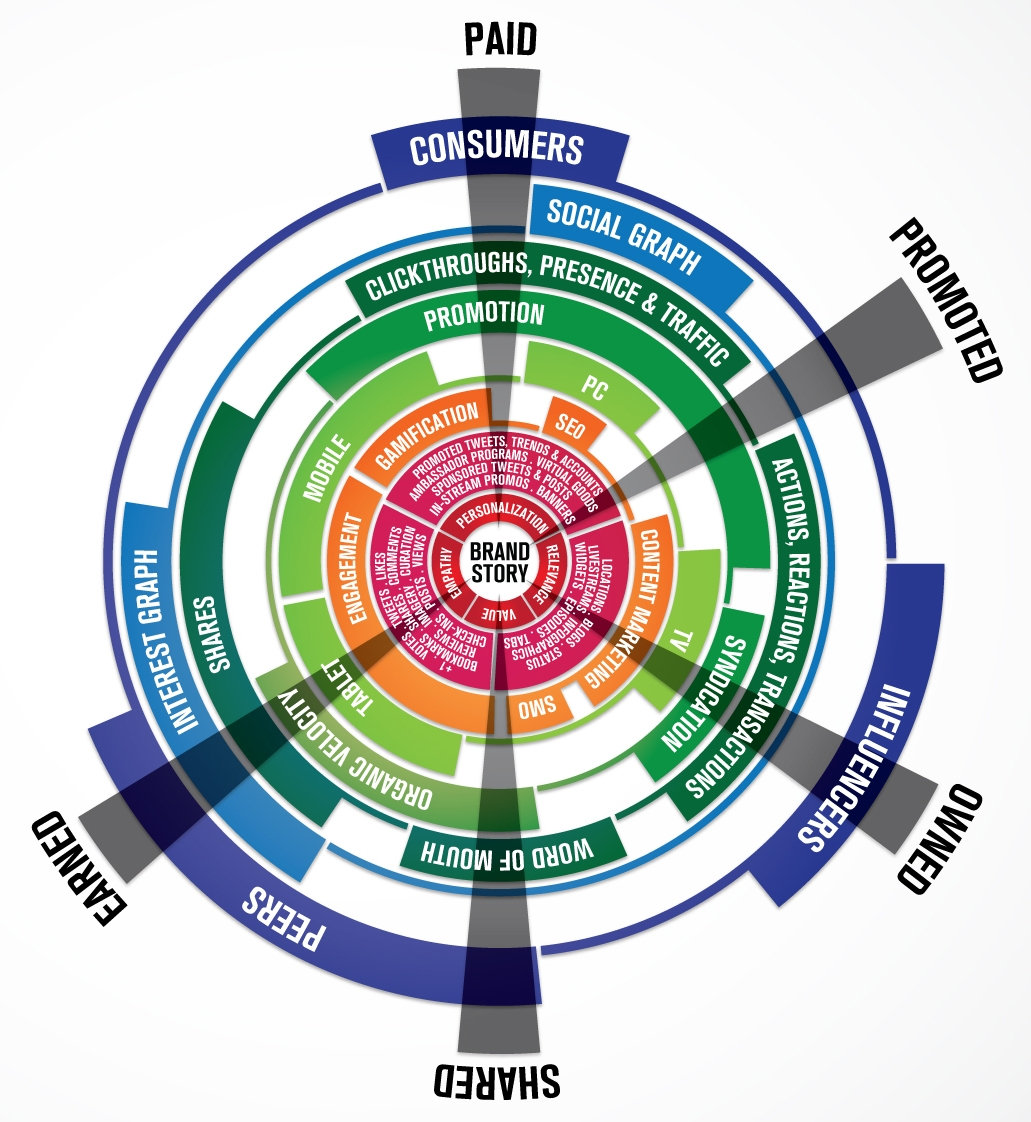
Инфографика на тему Social media brandsphere
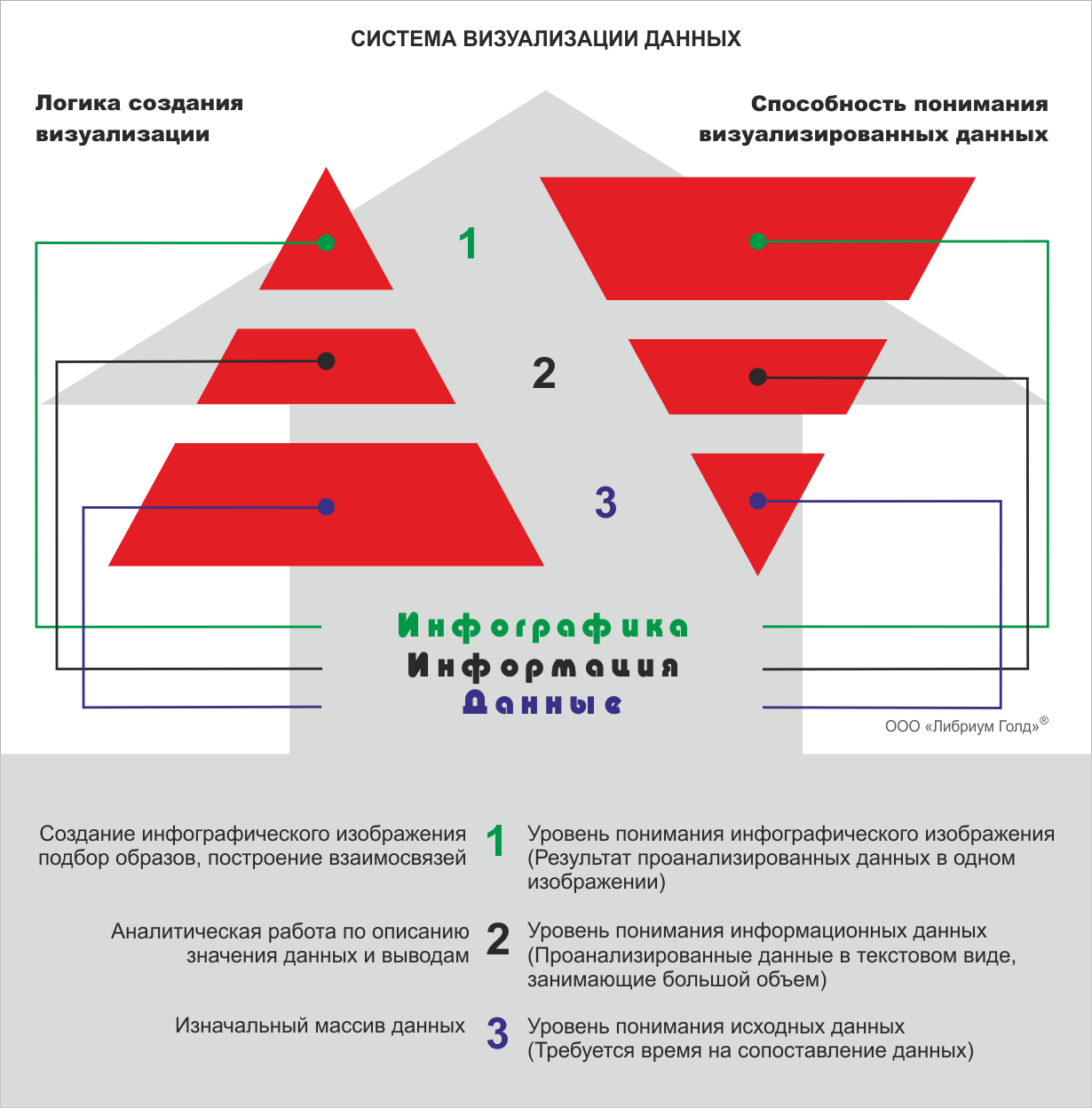
Принцип создания и восприятия инфографики
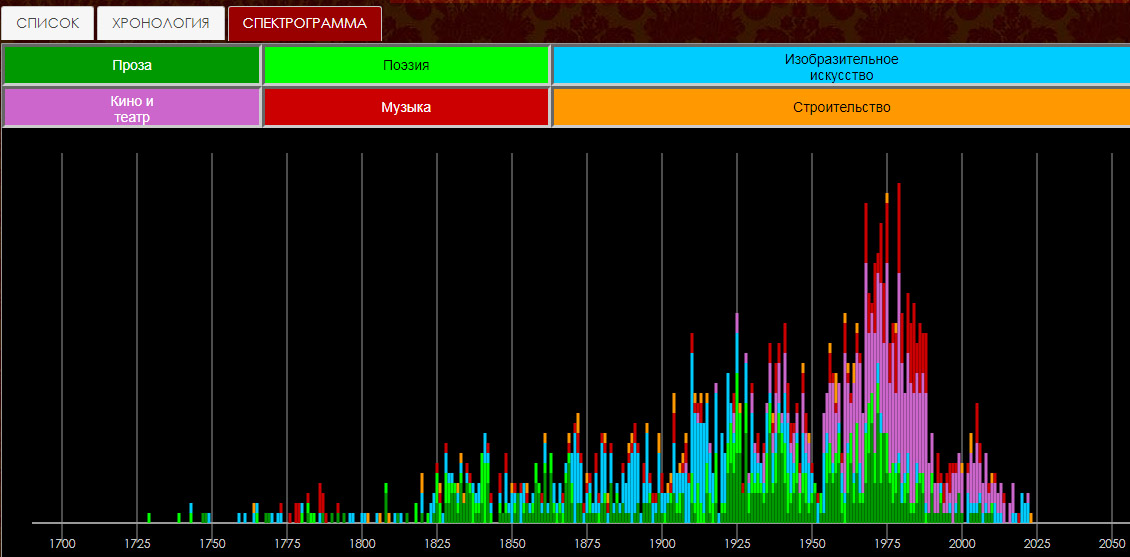
Спектрограмма произведений русской культуры по датам их создания

## Интерактивная инфографика
Ключевыми форматами инфографической коммуникации являются:
- статические изображения — фиксированная информация, предназначенная для чтения и просмотра, изображение статическое.
- движущиеся изображения — обычно фиксированная информация, которую пользователь смотрит, читает, слушает. Изображение анимированное или движущееся. Для этого формата можно использовать видео.
- интерактивные интерфейсы — фиксированная или обновляемая информация. Пользователь может искать, преобразовывать отображаемое содержимое, выбирая, что именно должно быть визуализировано, в отличие от двух предыдущих форматов — допускает как сюжетную, так и исследовательскую логику изложения.

Движущиеся изображения, особенно в сочетании со звуковым сопровождением, привлекают внимание людей больше, чем статические изображения. Этот вид инфографики становится всё более популярным. Технологии HTML5, CSS3 и JavaScript (ранее — Flash) позволяют располагать текстовый и графический материал поверх видео, создавая эффект расширенной реальности.
Интерактивные инфографические интерфейсы (англ. interactive infographic interfaces) варьируются от самых простых до сложных и динамических. Этот вид инфографики особенно приспособлен для презентации большого объёма данных и привлечения пользователя к активному исследованию при получении требуемой им информации. Через интерактивный интерфейс можно подать как фиксированную информацию (англ. hard-coded), информацию о ситуации в виде приборной доски, а также обновляющуюся информацию в реальном времени.

Интерактивная карта аэропортов, названных в честь выдающихся людей России

Интерактивная визуализация фиксированной информации в наиболее простом варианте может быть аналогична презентации или слайд-шоу, где от пользователя может потребоваться лишь переходить от одного слайда к другому. Другим случаем может быть нагруженная данными географическая карта, которая визуально представляет данные о выбранном пользователем регионе (скажем, при движении мыши над этим регионом).
Фиксированная интерактивная визуализация набора данных, динамически обновляющаяся в случае внесения изменений в наборе данных. В этом решении данные отделены от движка визуализации, да и обновлять подчас огромный объём данных вручную может быть слишком дорогим занятием. Примером данного подхода может служить фоновая картограмма карты США с обозначенными уровнями безработицы.
Динамический интерактивный интерфейс позволяет по требованию обновлять как отображение, так и отображаемую информацию. Примеры данного вида интерактивной инфографики можно найти в программах для разного рода аналитики и CRM. В качестве хорошего примера интерфейса можно назвать бесплатный сервис управления финансами mint.com. Хотя обычно в таких системах пользователь сам выбирает временные периоды, визуализируемые данные и форму их отображения, и в этом случае сюжетное изложение возможно наряду с исследовательским.

## История
В 1930-е годы был распространен метод визуализации данных, получивший название Isotype. Его инициатором принято считать австрийского философа, социолога и социалиста Отто Нейрата.
В СССР инфографика широко применялась при оформлении павильонов ВДНХ, где был создан «Производственно-оформительский комбинат» (ПОК ВДНХ), на котором работали в том числе выпускники художественно-оформительского отделения МГАХУ памяти 1905 года и МГХПА им. Строганова.
В газете одними из первых стали использовать сочетание графики и текста издатели USA Today, запустившие свой проект в 1982 году. За несколько лет газета вошла в пятерку самых читаемых изданий страны. Одним из наиболее заметных и востребованных читателями нововведений USA Today стали детальные, хорошо прорисованные картинки с поясняющими комментариями — инфографика. Американские читатели быстро поняли и приняли преимущества такого способа передачи информации — инфографика передавала сообщение быстрее, чем текст (один качественно сделанный рисунок заменял несколько страниц текста) и подробнее, чем стандартная иллюстрация (благодаря детальности рисунка и точным тезисным комментариям).
Со временем выяснилось, что инфографика является не только технологией, не только сферой бизнеса, но и искусством. При этом, степень владения этим искусством напрямую влияет на доходность издательского бизнеса. Именно поэтому сегодня такие журналы как «Эсквайр» и «Нью-Йоркер» выделяют на создание инфографики 3—4 ведущих дизайнеров и одного журналиста — автора стержневой идеи.
Одним из пионеров в создании интерактивной графики можно считать Дона Виттекинда (Don Wittekind), приглашённого газетой South Florida Sun-Sentinel. Мультимедийная галерея The Edge, созданная в Sun-Sentinel с помощью программы Adobe Director и позднее перенесённая на Macromedia Flash, стала образцом для подражания многих профессионалов. Интерактивную графику приняли на вооружение и другие онлайн-медиа.
В России в 2011 году появился журнал «Мурзилка», главной особенностью которого стало отсутствие текстов и представление всей информации в виде инфографики.